# Jabel (Lüchow)
Jabel ist ein Ortsteil der Stadt Lüchow (Wendland) im niedersächsischen Landkreis Lüchow-Dannenberg. 

## Geschichte
Am 1. Juli 1972 wurde Jabel in die Kreisstadt Lüchow eingegliedert.

## Baudenkmale

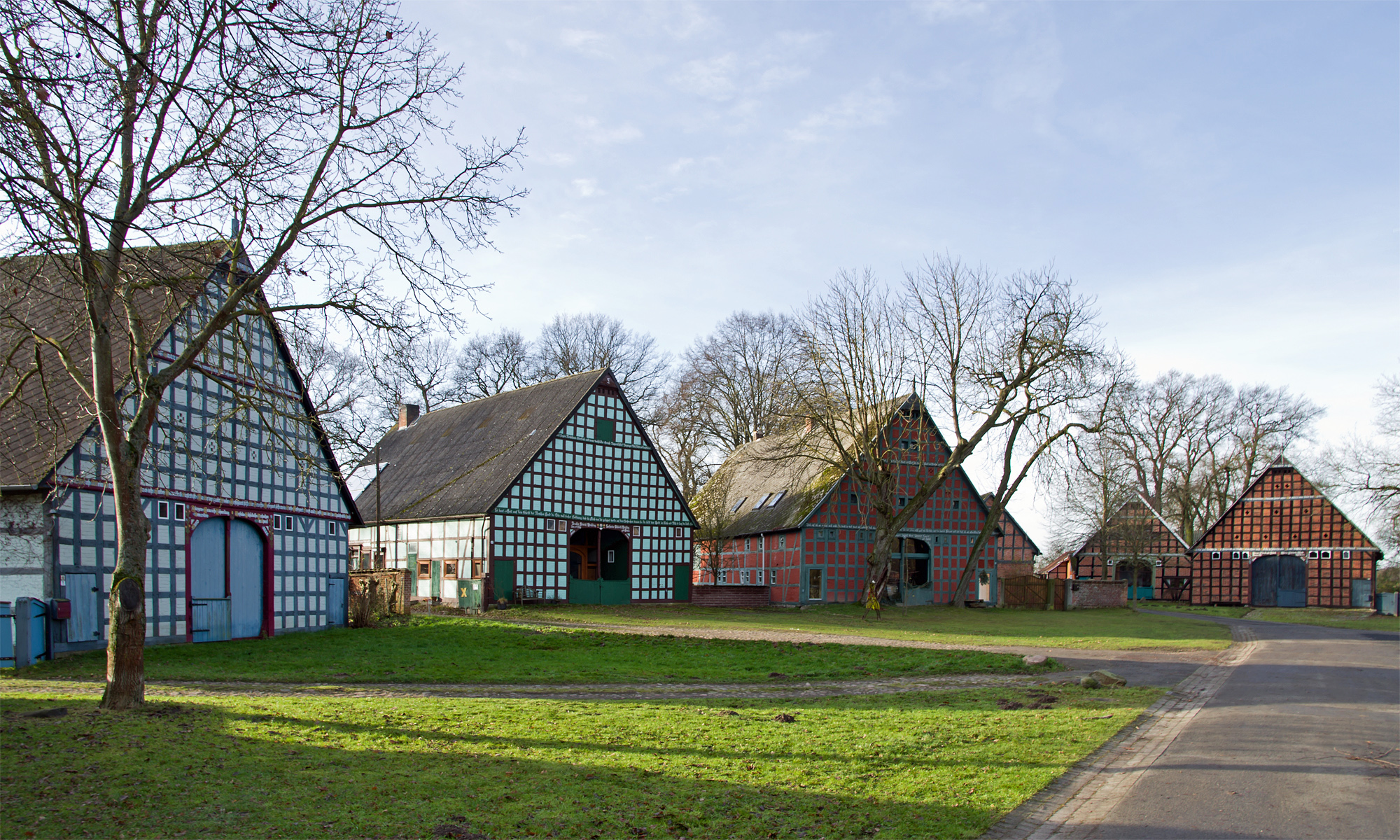
Rundling Jabel

Das gesamte Dorf, das eine Struktur aus Rundling und Straßendorf hat, steht unter Denkmalschutz. Im Einzelnen sind das zehn Wohn- und Wirtschaftsgebäude sowie zwei Scheunen.